# I quattro giorni del pover'uomo
I quattro giorni del pover uomo (Les quatres jours du pauvre homme) è un romanzo dello scrittore belga di lingua francese Georges Simenon, scritto a Tucson, Arizona, nel periodo americano di Simenon. e pubblicato da Presses de la Cité, a Parigi, nel 1949.

## Trama
Il romanzo è diviso in due parti:
- La prima parte è intitolata: I due giorni di rue Delambre.
- La seconda: I due giorni dei Champs-Elysées.

I quattro giorni del titolo non si riferiscono a quattro giorni consecutivi ma a due giorni di due periodi diversi fondamentali nella vita del protagonista.

### Prima parte
François Lecoin, trentasei anni, è disoccupato da più di un mese. Vive in un piccolo appartamento di rue Delambre, in un quartiere popolare di Parigi, con il figlio undicenne Bob. La figlia, Odile, è a pensione presso dei parenti in Savoia per motivi di salute e la moglie, Germaine, è ricoverata in ospedale per essere sottoposta a un'ennesima pericolosa operazione. 
Fino a questo momento François ha vissuto di espedienti, ma ora si trova senza risorse e con debiti presso i negozianti del quartiere, potendosi concedere solo qualche bicchiere di alcolici per attutire la propria disperazione. Una sera, al rientro da uno dei suoi giri, François trova in casa il fratello maggiore Raoul, avvocato, che si era trasferito in Africa anni prima. Raoul è un uomo sarcastico, ma dalla penetrante capacità psicologica, e ravviva, nel cuore e nella memoria di François, amari ricordi di famiglia. François si sente un fallito e il suo decadimento contrasta con la brillante riuscita del terzo fratello, Marcel, anche lui avvocato, ma datosi alla politica dopo un matrimonio di interesse.
Il giorno successivo, la moglie non sopravvive all'operazione, lasciandolo solo e smarrito, senza nemmeno i soldi per provvedere alle spese del funerale. François decide di recarsi dal fratello Marcel, per chiedergli una somma per far fronte alla situazione 
In casa però c'è solo Renée, l'avvenente e spregiudicata moglie, e François tenta un bluff: annuncia alla cognata che ha appena trovato un impiego come redattore di un foglio elettorale al servizio di un tale Gianini, un ricco e ambizioso commerciante e il più serio rivale politico di Marcel nelle imminenti elezioni. Temendo che la sua firma sul giornale potrebbe nuocere alla carriera di Marcell, Renée gli stacca un assegno importante, con cui può pagare i debiti e concedersi di avvicinare Viviane, una prostituta da sempre desiderata, ma che non poteva permettersi. 

### Seconda parte
Tre anni dopo, François Lecoin è direttore/proprietario de "Il Frustino", un giornale semi scandalistico, che usa come paravento di un'attività di ricatti a personaggi influenti: finti coscienziosi reporter, in cambio di soldi, si dichiarano in grado di far cestinare le notizie che potrebbero screditare gli interessati agli occhi della pubblica opinione. François ha assunto anche il fratello Raoul, e ha iniziato una convivenza con Viviane. Il rapporto con il figlio Bob è invece incerto: è un alunno esemplare e adesso studia in un prestigioso collegio, ma il padre teme che venga a sapere troppo sulla sua attività, e che ne sia deluso.
La polizia intanto si è messa a sorvegliarlo e alcuni dei ricattati iniziano a reagire con minacce e aggressioni. Arriva il giorno della resa dei conti: alcuni dipendenti del giornale sottraggono dei soldi e si danno alla fuga, la polizia interroga Viviane e ne perquisisce l'alloggio. François pensa di fuggire a Bruxelles con il figlio e si dirige verso il vecchio appartamento che ha, malgrado tutto, mantenuto in rue Delambre. Là, scopre che Bob si è impiccato. Accanto a lui, una lettera: il direttore del collegio non gli permette di proseguire gli studi a causa dell'attività illecita del padre.
Ormai distrutto, François si incammina verso il Quai des Orfèvres per consegnarsi alla giustizia.

## Edizioni

### Edizioni italiane
- trad. Sarah Cantoni, “I Romanzi di Simenon” n. 3, Mondadori, Milano 1957